# Solinus hispanus
Solinus hispanus är en spindeldjursart som beskrevs av Beier 1939. Solinus hispanus ingår i släktet Solinus och familjen Garypinidae. Inga underarter finns listade i Catalogue of Life.